# Jan Hus
Mojster Jan Hus, češki verski reformator, teolog in pridigar, * 1369, Husinec, Češka, † 6. julij 1415, Konstanca, Nemčija. 
Hus je leta 1409 postal rektor Karlove univerze v Pragi. V svojih verskih delih je kritiziral propad vrednot katoliške cerkve tistega časa, pri čemer se je do določene mere zgledoval po Wycliffu. Katoliška cerkev ga je razglasila za krivoverca, njegovo učenje pa za herezijo in ga leta 1411 ekskomunicirala. Na koncilu v Konstanci, ko tudi po vztrajnem prigovarjanju in grožnjah ni hotel preklicati svojih naukov, je bil obsojen kot krivoverec, predan svetnim oblastem in sežgan na grmadi. Njegovi prvi in najbolj goreči privrženci so bili husiti, kasneje pa so se nanj sklicevale tudi druge cerkve in verske družbe, ki so izšle iz obdobja reformacije. Leta 1999 je Janez Pavel II. razglasil, da njegovo nasilno smrt obžaluje in ga priznal kot cerkvenega reformatorja.
Najverjetneje je bil tudi avtor reforme češkega pravopisa, ki je v češko pravopisje uvedla diakritiko.
6. julij, dan njegove usmrtitve (Den upálení mistra Jana Husa), je na Češkem državni praznik.

## Življenje
Študiral je na Karlovi univerzi v Pragi, kjer je leta 1393 diplomiral, leta 1396 pa mu je bil podeljen naziv mojstra svobodnih umetnosti. Že kot univerzitetni profesor (od leta 1400) je bil posvečen za rimskokatoliškega duhovnika in začel pridigati v cerkvi sv. Mihaela, od 14. marca 1402 pa v Betlehemski kapeli v Pragi. Leta 1401 je bil izvoljen za dekana filozofske fakultete, leta 1409 pa za rektorja univerze.

## Spori o Wycliffu na Karlovi univerzi
V tej dobi se je seznanil s spisi oxfordskega doktorja Johna Wycliffa, ki jih je na Češko prinesel Hieronim Praški. Te ideje so na Češkem naletele na plodna tla po poroki princeze Ane, sestre češkega kralja Václava IV., z angleškim kraljem Rihardom II. Wycliffovi nazori v Pragi dejansko niso bili popolnoma novi, saj je o njegovih pogledih na evharistijo leta 1381 že polemiziral Mikulaš Biskupec, kasneje pa na druge teme še drugi češki teologi. Od začetka 15. stoletja je na Karlovi univerzi potekal spor med filozofskimi in teološkimi privrženci nominalizma (večinoma tujci) in realizma, med katere so se šteli predvsem češki študentje in profesorji ter privrženci Wycliffa. Hus je v tem sporu sledil svojima učiteljema, Stanislavu iz Znojma in Štefanu iz Palče, in se postavil med wycliffovce. Leta 1403 je nemški del univerze dokončno obsodil Wycliffove nauke. V tem obdobju je Hus Wycliffove ideje že oznanjeval v svojih pridigah.
Češki mojstri, vključno s Husom, so imeli v sporu podporo kralja Vaclava IV., ki je želel oslabiti nemško stran in pridobiti na Češkem čim širšo podporo za svoje velike politične ambicije (hotel je postati rimsko-nemški cesar, kot je bil njegov oče Karel IV.). Kljub kraljevi podpori se je leta 1405 Stanislav iz Znojma, Husov učitelj, odpovedal svojim in Wycliffovim nazorom na zahtevo papeške kurije in praškega nadškofa Zbyněka iz Hazmburka. Tako je postal Hus na univerzi vodilna osebnost češke strani. Papež Gregor XII. je kmalu zatem preko praškega nadškofa še enkrat zahteval od univerze, naj uradno zavrže in obsodi Wycliffove nauke. Češka univerzitetna stran je nato pod pritiskom sicer sestavila spisek izbranih stavkov iz Wycliffovih del in jih na svojem koncilu 20. maja 1408 obsodila, vendar je s svojimi formulacijami tudi najavila, da po njenem mnenju Wycliffovi nazori niso krivoverski, če se njegova dela razumejo pravilno in v kontekstu. Pod kraljevim pritiskom je moral tudi praški nadškof papežu poročati, da v deželi herezije niso našli.

## Kutnohorski dekret in koncil v Pisi
Nesoglasja na univerzi so se stopnjevala. V tem obdobju je v Rimskokatoliški cerkvi prišlo do boja za mesto papeža. Izvoljena sta bila dva papeža in kardinali obeh strani so se sporazumeli, da bodo razkol odstranili z volitvami novega papeža na koncilu v Pisi. Poleg omenjenega pa naj bi koncil potrdil - tako mu je bilo vsaj neformalno obljubljeno - tudi zahteve češkega kralja Vaclava IV. po zavzetju prestola rimsko-nemškega cesarstva. Ker je Vaclav vedel, da mu je papež Gregor XII., kateremu je bil zvest tudi praški nadškof, nenaklonjen, se je obrnil na univerzo in jo pozval, da bi se udeležila koncila in zastopala njegovo stvar. Postalo je jasno, da večina tujih študentov in profesorjev, predvsem Nemcev, prav tako podpira Gregorja XII. V tem stanju je kralj, da bi dosegel soglasje univerze, spremenil razmerje glasov na univerzi s pomočjo tako imenovanega kutnohorskega dekreta 18. januarja 1409, tako da je od takrat dalje imela češka stran na univerzi tri glasove, vse ostale pa samo enega. Tuji študenti, podporniki Gregorja XII., so se izselili iz Prage in v Leipzigu ustanovili novo univerzo.
Po koncilu v Pisi so češke dežele (s soglasjem praškega nadškofa) prešle pod obedienco protipapeža Aleksandra V. V tem stanju je poskušal nadškof izkoreniniti širjenje wycliffovskih blodenj, vendar zaman, saj so češki mojstri in ostale reformatorske sile še naprej uživali kraljevo podporo. Nadškof se je tako obrnil na papeža, ki je prepovedal Wycliffove spise in pridiganje na zasebnih mestih (kar je bilo naperjeno tudi proti Husovemu pridiganju v Betlehemski kapeli). Nadškofu ni pomagalo, da je izrecno prepovedal kakršnokoli pridiganje v Betlehemski kapeli, da je dal zaseči in sežgati Wycliffove spise, da je nad Husovimi sledilci razglasil kletev in na vse možne druge načine pritiskal na Husa.

## Husov proces v papeški kuriji
Kot prvi je Husa ekskomuniciral nadškof Zbyněk Zajic, kasneje pa tudi papež. Hus je še naprej nadaljeval s pridiganjem in širjenjem Wycliffovih idej (spis Defensio articulorum Wycleff). Julija 1411 je končno prišlo do umiritve razmer med nadškofovo in Husovo stranjo, vendar je že 5. septembra istega leta nadškof Zbyněk Zajíc zapustil Prago, 28. septembra pa tudi umrl. Njegov naslednik, Albík iz Uničova, pa je že bil popolnoma pod vplivom kralja in njegovega dvora ter tako Husu ni delal težav.
Spor se je ponovno zaostril, ko je Hus ostro nastopil proti križarskemu pohodu, proglašenemu leta 1412 s strani protipapeža Janeza XXIII. in naperjenemu proti kralju Ladislavu Neapeljskemu. V tej buli je papež namreč obljubil odpustke vsakemu udeležencu odprave. V wycliffovskih krogih je bil odpor proti odpustkom zakoreninjen že dalj časa. Hus je 17. junija neposredno napadel bulo z odpustki in papeža imenoval antikrista. Sledili so ljudski nemiri, ki so vznemirili tudi kralja Vaclava IV. Dekan teološke fakultete Štefan iz Pálče je kmalu zatem obsodil 45 Wycliffovih člankov in jih prepovedal širiti. To obdobje se lahko označi kot tisto, v katerem je Hus izgubil znaten del kraljeve podpore in ostal brez njegove zaščite.
Nad Husom je tedaj Janez XXIII. razglasil kletev, kakor tudi na vsemi, ki so imeli z njim kakorkoli opraviti. Poleg tega je ukazal, da mora biti Hus prijet in, da mu mora biti sojeno po cerkvenih zakonih, Betlehemska kapela pa porušena. V tem trenutku se je Hus javno odpovedal papežu in se obrnil na Kristusa kot „najvišjega sodnika“. Razglašen je bil interdikt na vseh mestih, kjer se je Hus zadrževal, jeseni pa so se začela prepovedovati njegova bogoslužja. Hus je zato zapustil Prago, in se skril na podeželju. Kljub temu, da se je občasno vračal v Prago, je večino časa od aprila 1413 preživel v okolici Kozího Hrádka pod zaščito plemiča Jana z Ústí. Tukaj je tudi napisal svoje glavno delo De ecclesia.
Praška teološka fakulteta je leta 1413 Husove nauke obsodila kot zmotne, obtoževala ga je predvsem napak v naukih o praznikih, o svetnikih in odpustkih, upiranja cerkveni avtoriteti, osebnega razlaganja Svetega pisma in nespoštovanja papeža, škofa in duhovnikov. 20. aprila 1414 se je Hus inkognito vrnil v Prago in napisal obsodbo nekaterih katoliških spisov tiste dobe. V tem času je papež Janez XXIII. še enkrat opomnil praškega nadškofa in druge češke škofe o nevarnosti širjenja Husovih in Wycliffovih idej in zahteval njegovo izročitev. Nadškofu Konradu je poslal seznam Husovih zmot v traktatu De ecclesia tudi kancler pariške univerze Jean Gerson. Vse do odhoda na koncil v Konstanci je nato Hus živel pod zaščito Jindřicha Lefla iz Lažan na gradu Krakovec.

## Husov proces na koncilu v Konstanci
Koncil, ki ga je Janez XXIII. sklical 30. oktobra 1413 na prošnjo cesarja Sigismunda v Konstanci pri Bodenskem jezeru, naj bi razrešil neznosno stanje, v katerem se je znašla zahodna cerkev, jo reformiral „v glavi in v udih“ (in capite et membris) in odstranil herezije tistega časa. Že iz navedenih ciljev je postalo razumljivo, da je bil Husov proces, začet že za časa papeške kurije Aleksandra V., načrtovan kot le ena od najpomembnejših nalog koncila. 
Hus se je na poziv cesarja 11. oktobra podal na koncil (brez uradnega cesarjevega spremstva) z domnevo, da mu bo tam dana možnost svobodno diskutirati o nauku in veri, vendar se ni zavedal, da se bo v Konstanci proti njemu že od začetka vodil pravni proces, navezujoč se na prejšnji in nedokončani proces s papeško kurijo Aleksandra V. Cesar Husu na potovanju do Konstance ni mogel zagotoviti nič več kot varno pot preko svojega ozemlja; cerkveno sodišče je bilo namreč zunaj cesarjevega pravnomočja. S Husom sta potovala še Václav iz Dubé in Jan iz Chluma, na dveh vozeh in z več kot tridesetimi konji. V Konstanci se je Husu pridružil še zastopnik univerze, Jan Kardinal iz Rejnštejna in pisar odposlanstva, Peter iz Mladoňovic.
Papež je v Konstanci umaknil kletev nad Husom, očitno že zaradi pravnih formalnosti, katere je njegovo bivanje prinašalo za ostale udeležence koncila. Za časa Husovega bivanja v Konstanci je Jakoubek iz Stříbra v Pragi že začel z obhajanjem na oba načina (s kruhom in vinom, kar je postalo ena od bistvenih zahtev husitskega gibanja). Hus je obhajanje na oba načina odobraval, čeprav ga sam dejansko nikoli ni izvajal. V Konstanci se je 27. novembra razširila novica, da hoče Hus pobegniti s koncila, zato je bil naslednjega dne pod pretvezo razgovora s kardinali priveden do palače, v kateri je bival tudi papež Janez XXIII., in tam tudi ostal (s svojim soglasjem).
Prvi na koncilu je podal proti Husu obtožbe njegov nasprotnik Michal de Causis - obdolžil ga je osmih cerkvenih zmot. 4. decembra je bila imenovana preiskovalna komisija, čez dva dni pa je bil Hus že zaprt v dominikanskem samostanu na otoku sredi Bodenskega jezera, kjer so ga držali vse do marca 1415. V Pragi so Husovo prijetje sprejeli kot izničenje cesarjeve obljube varnosti, zato so najvišji moravski plemiči intervenirali pri Sigismundu.
Komisija je nekajkrat zahtevala od Husa, da bi se podredil razsodbam njenih teoloških mojstrov. Pri raziskavi je Hus sprva zanikal kakršnokoli povezavo z Wycliffovimi nazori in vse od njih zavrnil. Zato je bil vprašan, zakaj je torej sploh spisal komentar k buli Janeza XXIII., katera je Wycliffove nazore jasno obsodila. Hus pa je nato kot avtorja spornega komentarja navedel Jana iz Jesenic, kar je razburilo njegovega sopotnika, Jana iz Chluma, in je obtožil Husa, da odstopa od resnice in da se boji smrti. Hus je nato zbolel, proces je bil začasno prekinjen, proti Husu pa so še naprej pričali nekateri njegovi sodobniki iz Prage in drugod.
Ko je prispel do Konstance cesar, je od kardinalov zahteval, naj Husa izpustijo, ti pa so zagrozili, da bo v tem primeru razpuščen celoten koncil. Cesar je zavoljo ohranitve pomembnega koncila, ki naj bi odstranil razkole v cerkvi, 4. januarja 1415 popustil pritiskom, dobil pa je obljubo, da bo Husu zagotovljeno javno zaslišanje. V zaporu je Hus spisal nekoliko del, O kesanju, O ljubezni do Boga, O treh sovražnikih človeka, O smrtnem grehu, O prikazanju Gospoda in molitvi, O zakonu in O oltarnih svetostih. Dobival je pisma iz Češke, omogočeni pa so mu bili tudi obiski. 21. januarja je prišel na koncil Jean Gerson s svojim seznamom 20 Husovih zmotnih člankov; Hus jih je označil za lažne.
V marcu 1415 se je začela zadeva razvijati zelo dramatično. 2. marca je papež Janez XXIII. pod pritiskom razglasil, da je pripravljen abdicirati, če sta to pripravljena storiti tudi protipapeža Gregor XII. in papež Benedikt XIII. V noči iz 20. na 21. marec pa je zbežal iz Konstance do Laufenburga, kjer je 30. marca preklical svojo obljubo abdikacije. Grozilo je, da se bo koncil razšel. V nastali zmedi se za Husov primer naenkrat ni zanimal več nihče, kljub temu pa je dal Husa konstanški škof prepeljati na svoj grad v Gottliebenu. 6. aprila je koncil prebrodil resno krizo in se postavil nad avtoriteto papeža. Janez XXIII. je bil 13. in 14. maja ponovno poklican pred koncil in pozvan k abdikaciji. Ker na zahtevo ni odgovoril, je bil ujet, proti njemu so se zbrale obtožbe in v dokaj neprijetnem procesu je koncil 29. maja razglasil njegovo abdikacijo.
Zdaj se je lahko proces s Husom nadaljeval. Kot je že bilo omenjeno, je Hus pred odhodom na koncil domneval, da bo lahko koncilskim očetom odprto predstavil svoje poglede, za kar si je tudi pripravil tako imenovano Besedo o miru (Sermo de pace). Predvideval je, da bo šlo pravzaprav za teološko diskusijo. Koncil pa je bil dejansko sodni tribunal, ki je imel pravico samostojno odločiti, ali Husovi nauki soglašajo z naukom cerkve ali ne. Husovo pozicijo je še dodatno oteževalo dejstvo, da je bil zaradi svoje nepripravljenosti pojaviti se na sodišču v predhodnem procesu proti papeški kuriji, pravno-veljavno označen za trdoglavega krivoverca, katerega obtožba se je nanašala na samo vero, zato se ni imel pravice zagovarjati pred sodiščem, niti imeti odvetnika.
Prvo zaslišanje je potekalo 6. junija 1415, zaradi obsežnosti primera pa so bila na koncu potrebna tri. Akti koncila se na žalost niso ohranili, tako si lahko zgodovinarji glede samega poteka procesa pomagajo le z osebnimi zapiski udeležencev, predvsem Petra iz Mladoňovic. Prepričani o Husovi nedolžnosti so njegovi sopotniki koncilu predstavili Husove traktate De ecclesia, Contra Stanislaum, Contra Palecz in Contra occultum adversarium, kar pa je pozneje Hus komentiral kot veliko napako. Sam je namreč te spise želel pred koncilom zatajiti. Tekom zaslišanja Hus ni imel možnosti diskutirati o ničemer drugem kot na temo člankov in spisov, ki so mu bili predočeni. Hus je kljub temu na vsako vprašanje odgovarjal izjemno dolgo in izčrpno, zaradi česar so mnogi prisotni začeli izgubljati potrpežljivost.
Po zapiskih Petra iz Mladoňovic je predsedujoči koncilu, kardinal Peter iz Ailla, z Husom ravnal dokaj mirno. Prisotni so tekmovali v tem, da bi Husove predložene članke - raje kot v celoti - interpretirali zunaj konteksta. Hus pa je od Petra iz Ailla zahteval, naj mu dokaže, da so njegovi pogledi in spisi resnično zmotni. To je bilo predstavljeno kot upiranje avtoriteti koncila in njegova zahteva je bila zavrnjena. Hus bi se moral svojih domnevno zmotnih pogledov brezpogojno odreči. Hus pa je še naprej vztrajal, da hoče biti poučen o svojih napakah in da bo odgovoril le na obtožbe, utemeljene na Svetem pismu. Ker koncil tovrstnih dokazov ni predočil, je preklicanje svojih spisov zavrnil. Cesar je po zaslišanju kardinalom svetoval, naj s Husom naredijo po svoji vesti, v nobenem primeru pa ne smejo dopustiti njegove vrnitve na Češko.
Člani koncila so še vedno upali, da bo Hus preklical svoje nauke in so mu 18. junija predložili skrajšani seznam točk, katerim bi se moral odpovedati. Hus je zavrnil tudi to. 20. junija so bili Husovi spisi obsojeni na uničenje, njegovi nauki pa zavrženi kot zmotni. Hus je zavrnil avtoriteto koncila in zavrnil tudi preklic v obliki zelo preproste in zanj dokaj ugodno formulirane izjave: „Teh mnenj nisem nikoli delil in jih nikoli niti nisem pridigal in če bi to bil storil, slabo bi bil to storil, torej jih razglašam za zmotne in prisegam, da jim nočem slediti, niti jih pridigati.“ Še istega dne je prijateljem, ki so ga poskušali prepričati naj se vendarle podredi koncilu, odgovoril, da bi bil pripravljen pokorno preklicati vse, kar je napisal, če bi se počutil krivega, vendar pa pričakuje dokaz o njegovi krivdi iz Svetega pisma. Koncil je tako izčrpal možnosti, kako Husa obvarovati pred predpisanimi kaznimi in je po cerkvenih zakonih nadalje ravnal z njim kot z okorelim krivovercem.
6. julija 1415 je XV. zasedanje koncila obravnavalo primer mojstra Jana Husa. Prebran je bil celoten potek procesa in Husovi nauki, označeni za krivoverske. Hus se je hotel ponovno braniti, vendar so ga utišali, saj obravnava ni imela več pomena zaslišanja, temveč je šlo le še za golo razglasitev obsodbe. Jan Hus je bil obtožen širjenja Wycliffovih naukov, njegove knjige je bilo ukazano sežgati, sam Hus pa je bil proglašen za nepopravljivega krivoverca. Po cerkvenem pravu bi moral biti degradiran. Hus je še enkrat zavrnil preklicati svoja dejanja in ideje. Koncil je takrat razglasil, da z njim nima nič več opraviti in ga predal posvetnim oblastem s prošnjo, da bi mu bilo ohranjeno življenje.
Cesar, v tej vlogi zastopnik svojega brata Vaclava IV., je predal Husa mestnim oblastem, ki so ga po sklepu zbora mesta Konstance obsodile na smrt. Morišče naj bi bilo za mestnimi vrati, na poti h gradu Gottlieben. Hus je na poti do grmade pel marijansko pesem Christi virgo dilectissima in prepričeval ljudi, da njegovo učenje ni zmotno. Ko je že bil privezan na grmadi, je prišel Siegmundov marešal in po cesarjevem ukazu še enkrat ponudil Husu, da si ohrani življenje s preklicem. Hus je zavrnil in grmado so prižgali. Husovi zemeljski ostanki so bili po sežigu skupaj z ostanki grmade vrženi v reko Ren.
Pri Husovih privržencih na Češkem je povzročila novica o sežigu bes in upor proti tistim, ki so ga predali smrti, torej proti koncilu. Prevladalo je mnenje, da je bil obsojen predvsem zaradi svojega pridiganja, ker je branil resnico in se ni slepo prepustil avtoriteti cerkve. Njegovo obsodbo so Čehi dojemali kot obsodbo samega Češkega kraljestva in njegovega reda.
Dodatek k Husovemu procesu je bila tudi obsodba Hieronima iz Prage, kateri se je aprila 1415 prav tako pojavil v Konstanci, vendar ga je Hus pozval k čimprejšnjemu odhodu. Potem, ko je Hieronim nekaj časa po Bavarski pridigal proti koncilu, je bil prijet in priveden v Konstanco tudi on. Na prvem zaslišanju se je odpovedal svojim prepričanjem, zatajil Wycliffa in Husa ter se strinjal z njuno obsodbo. Kljub temu pa ga niso izpustili na svobodo pod pretvezo, da naj bi bil med zaslišanjem užalil sodnika. Proces so ponovili in pri novem zaslišanju se je Hieronim vendarle izrekel v podporo Wycliffovim in Husovim naukom in razglasil za svoj največji greh, da se je kdajkoli odpovedal Husa, „dobrega in svetega moža“. 30. maja 1416 je bil tako obsojen in sežgan na grmadi tudi Hieronim iz Prage.
Smrt dveh čeških pridigarjev je povzročila izbruh napetosti po vsem Češkem kraljestvu, kar je posledično pripeljalo do husitske revolucije. Jan Hus je danes po vsem svetu priznan za enega najpomembnejših predhodnikov protestantske reformacije.